# Zilchia falcata
Zilchia falcata е вид десетоного от семейство Pseudothelphusidae.

## Разпространение
Видът е разпространен в Гватемала.